# Mediatore (ordinamento italiano)
Il mediatore nel diritto italiano è colui che mette in relazione due o più parti per la conclusione di un affare, senza essere legato ad alcuna di esse da rapporti di collaborazione, di dipendenza o di rappresentanza. 
La figura della medizione e del mediatore è posta dagli artt. 1754 e segg. del codice civile italiano. La disciplina generale della professione di mediatore è posta dalla legge 3 febbraio 1989, n. 39 (più volte modificata, da ultimo con d.lgs. 26 marzo 2010, n. 59). 
Figura di mediatore diversa da quella appena definita è prevista dal d.lgs. 4 marzo 2010 n. 28, in tema di mediazione civile, il quale, individualmente o collegialmente, assiste due o più soggetti nella ricerca di un accordo amichevole per la composizione di una controversia, formulando una proposta per la risoluzione della stessa.

## Caratteristiche
Il mediatore per la conclusione di un affare ha diritto alla provvigione da ciascuna delle parti se l'affare è concluso per effetto del suo intervento. La misura della provvigione, e come debba essere ripartita tra parti che hanno concluso l'affare, è stabilita da un previo accordo con il mediatore oppure, in mancanza, dalle tariffe stabilite dalla giunta camerale competente per territorio tenendo conto degli usi locali. In mancanza di accordo, tariffe o usi, è determinata dal giudice secondo equità.
Chi intende svolgere l'attività di mediazione, anche in modo discontinuo o occasionale, deve essere iscritto nel registro delle imprese e nel repertorio economico amministrativo (REA), istituito presso le Camere di commercio, industria, artigianato e agricoltura. Chiunque eserciti l'attività di mediazione senza essere iscritto nel relativo ruolo è punito con la sanzione amministrativa del pagamento di una somma compresa fra euro 7.500 ed euro 15.000 ed è tenuto alla restituzione alle parti contraenti delle provvigioni percepite.
Per l'esercizio della professione di mediatore deve essere prestata idonea garanzia assicurativa a copertura dei rischi professionali ed a tutela dei clienti.

## Dovere di verità
L'attività del mediatore è retta dal principio di verità. Egli infatti è tenuto a comunicare alle parti le circostanze a lui note, relative alla valutazione e alla sicurezza dell'affare, che possono influire sulla conclusione di esso, e ne è responsabile.
D'altro canto, l'obbligo di una corretta informazione alle parti si estrinseca non solo nella comunicazione di tutte le circostanze note al mediatore ma anche di quelle dallo stesso conoscibili usando quella diligenza professionale che non può fargli difetto. 
Con riguardo a questo fondamentale aspetto del rapporto di mediazione, la giurisprudenza di legittimità precisa che, in caso di contenzioso tra il mediatore e le parti, spetta al mediatore dimostrare di aver fatto tutto il possibile nell'adempiere agli obblighi di correttezza ed informazione in favore di entrambe le parti e di non aver agito, invece, nella veste di incaricato (ad esempio, mandatario con o senza rappresentanza) di una delle parti, favorendo una parte a danno dell'altra. In particolare, il mediatore è tenuto a comunicare: l'eventuale stato di insolvenza di una delle parti, l'esistenza di iscrizioni o pignoramenti sul bene oggetto dell'affare, l'esistenza di prelazioni ed opzioni e, più in generale, la sussistenza di qualunque circostanza in virtù della quale le parti avrebbero concluso un contratto con un diverso contenuto. In conclusione, e per esemplificare il caso più frequente, quando l'acquirente di un immobile scopra che lo stesso non abbia le caratteristiche strutturali e qualitative descritte dall'agente immobiliare, può ottenere dal mediatore infedele la restituzione della provvigione già versata e il risarcimento del danno subito.
L'esigenza di imparzialità del mediatore è ulteriormente rinforzata dalle incompatibilità professionali: il mediatore, infatti, non può essere dipendente da persone, società o enti, privati e pubblici (ad esclusione, ovviamente, delle imprese stesse di mediazione) e non può svolgere attività imprenditoriali e professionali (diverse da quelle di mediatore). L'obiettivo delle incompatibilità è chiaramente quello di tutelare le parti mediate da eventuali conflitti di interesse del mediatore.

## Il mediatore atipico
La giurisprudenza di legittimità osserva come spesso avvenga nella prassi che l'apparente mediatore agisca, in realtà, in virtù di un incarico ricevuto da una o più parti ai fini della conclusione dell'affare (questo accade sovente con gli agenti immobiliari, i quali, appunto, ricevono l'incarico a vendere l'immobile). In questo caso, all'apparente mediatore (che, in realtà, non è più un mediatore ma un mandatario) non spettano i diritti che la legge riconosce al mediatore, primo fra tutti il diritto alla provvigione da entrambe le parti, bensì – e ovviamente – solo da parte del mandante che gli ha conferito l'incarico. 